# Велике Чурашево
Вели́ке Чура́шево (рос. Большое Чурашево, чув. Мăн Чураш) — село у Чувашії Російської Федерації, адміністративний центр Великочурашевського сільського поселення Ядринського району.
Населення — 426 осіб (2010; 527 в 2002, 803 в 1979, 1148 в 1939, 1056 в 1926, 994 в 1906, 883 в 1859, 801 в 1795). У національному розрізі у селі мешкають чуваші та росіяни.

## Історія
Історичні назви: Чюрашева, Богородське, Чурашево. Згадується із 17 століття. До 1724 року селяни мали статус ясачних, до 1866 року — державних, займались землеробством, тваринництвом, рибальством. Діяло храми Богородицький (не пізніше 18 століття) та Святого Гурія Казанського Чудотворця (1892–1935). 1883 року відкрито церковнопарафіяльну школа. На початку 20 століття діяло 5 вітряків. 1929 року створено колгосп «Прогрес». До 1927 року село входило до складу Сорминської, Чиганарської та Тораєвської волостей Ядринського повіту. До 1939 року перебувало у складі Ядринського району, у період 1939-1956 роки — у складі Совєтського району.

## Господарство
У селі діють школа, офіс лікаря загальної практики, спортивний майданчик, бібліотека, церква, пошта, 2 магазини.